# Boer (Frise)
Pour les articles homonymes, voir Boer.
Boer est un village de la commune néerlandaise de Waadhoeke, dans la province de Frise.

## Géographie
Le village est situé au nord de Franeker.

## Histoire
Boer fait partie de la commune de Franekeradeel avant le 1er janvier 2018, où celle-ci est supprimée et fusionnée avec Het Bildt, Menameradiel et une partie de Littenseradiel pour former la nouvelle commune de Waadhoeke.